# Ингулец
Ингуле́ц (укр. Інгуле́ць, устар. Малый Ингул) — река на территории Украины, правый приток Днепра (бассейн Чёрного моря).
Течёт через Кировоградскую, Днепропетровскую, Николаевскую, Херсонскую области. У древних греков — Герос. У тюрок Ингул — Ени-гел (тюркское) — Новое озеро. В бассейне реки находится Криворожский железорудный бассейн. Наиболее загрязнённый участок реки находился в бывшем городе Ингулец, ныне в Ингулецком районе Кривого Рога.

## Гидроним

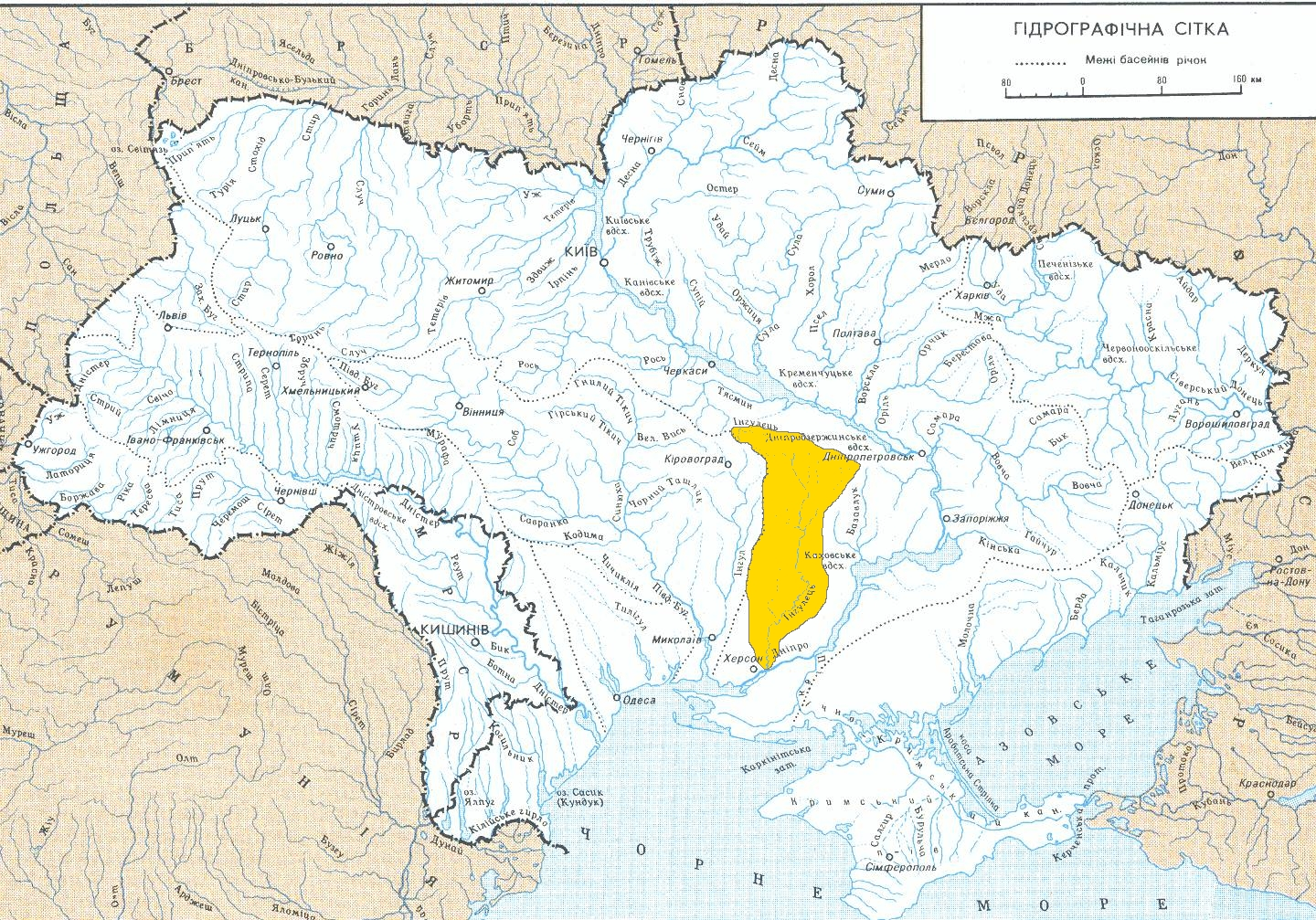
Бассейн Ингульца

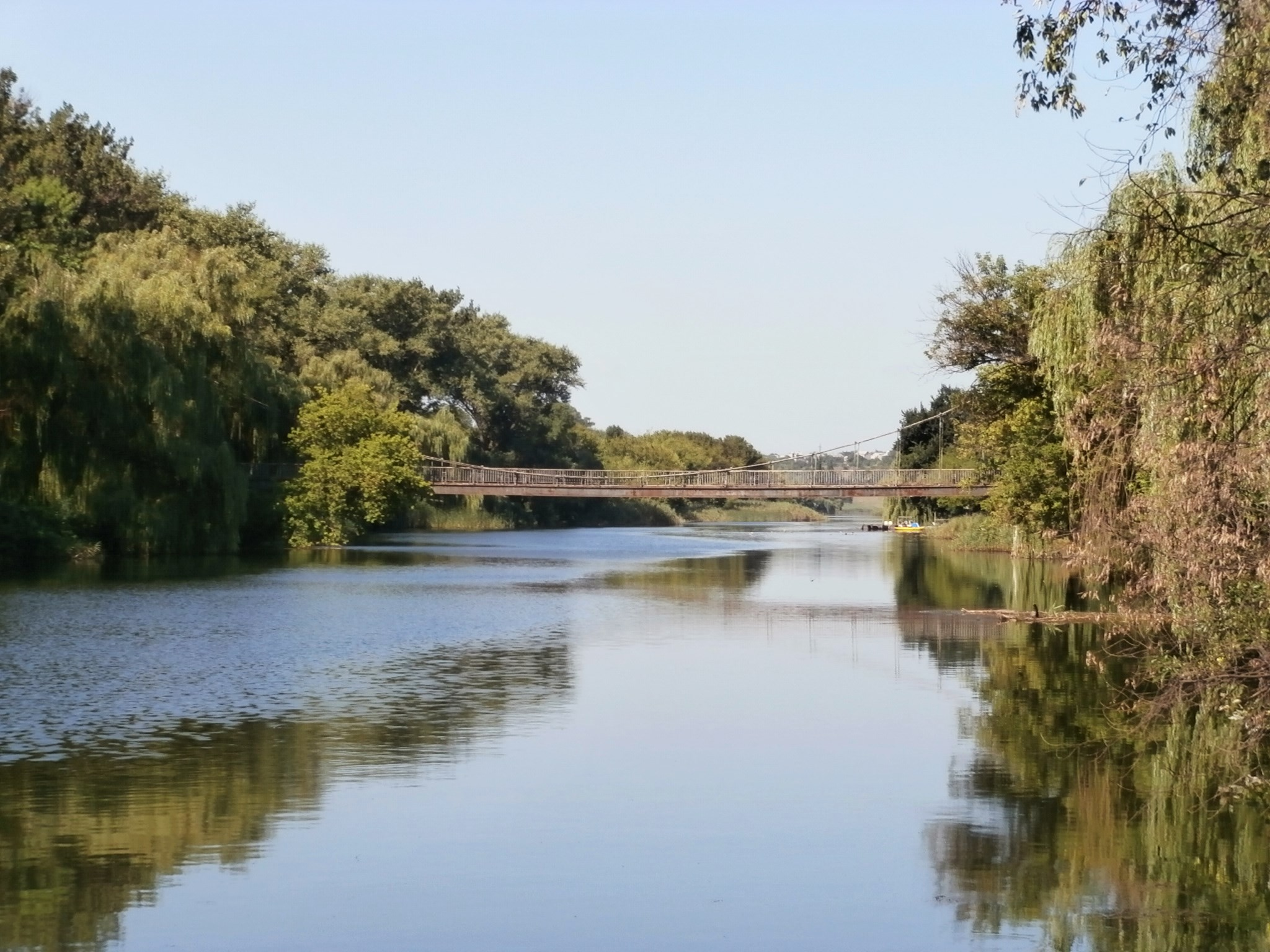
Ингулец в Центрально-Городском районе Кривого Рога

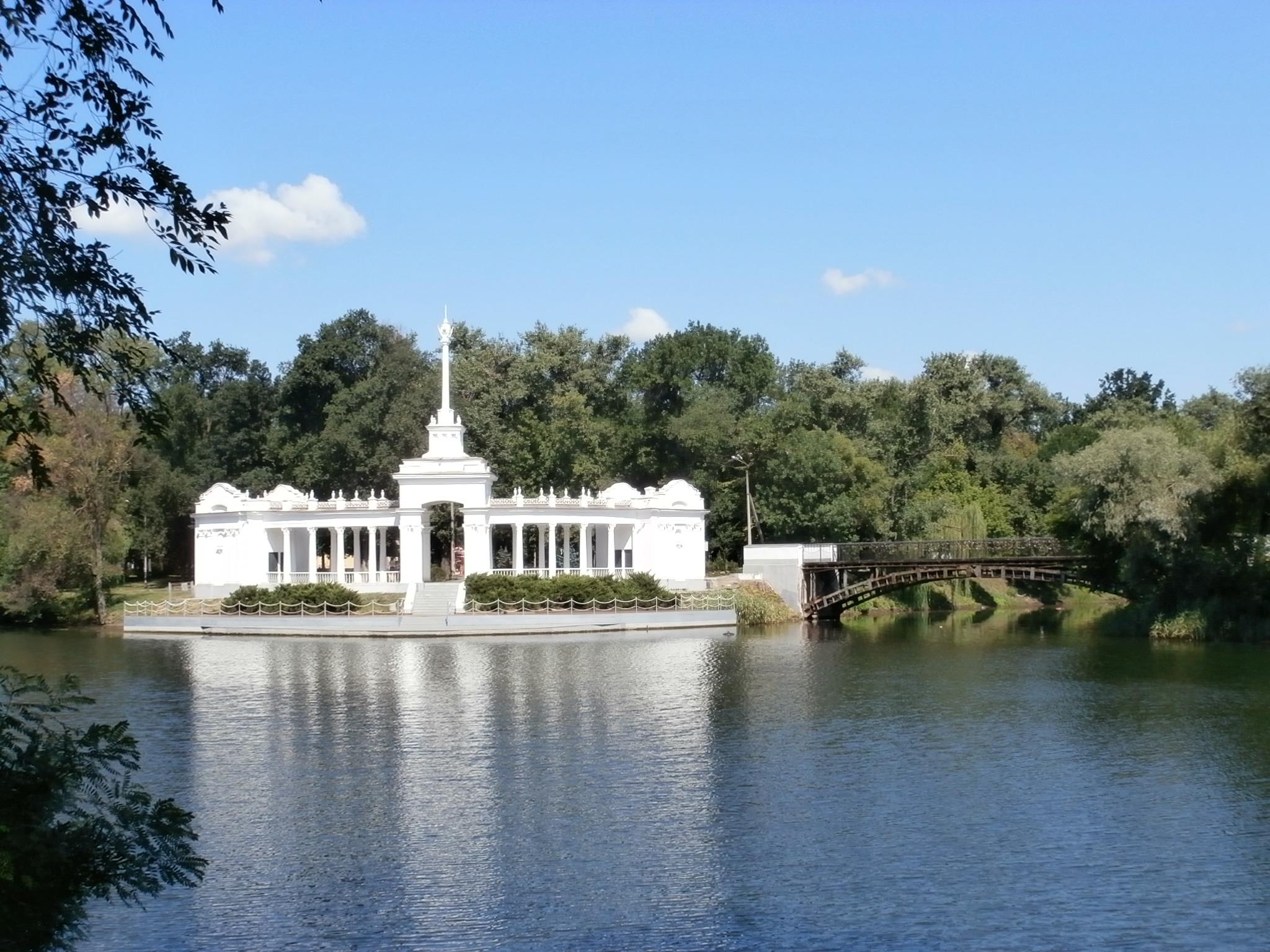
Ингулец в парке имени Фёдора Мершавцева, Центрально-Городской район, Кривой Рог, 2013

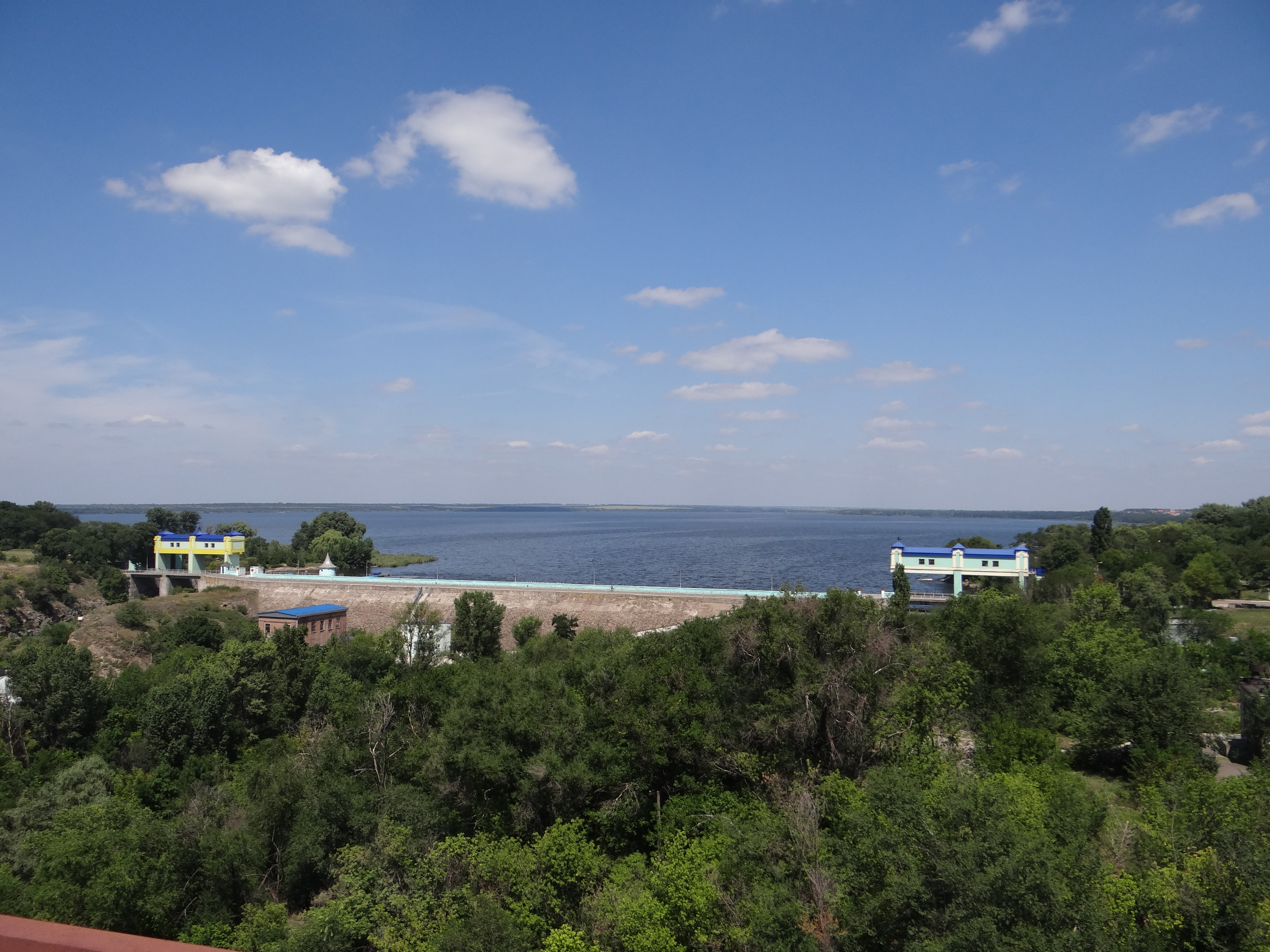
Плотина Карачуновского водохранилища на Ингульце

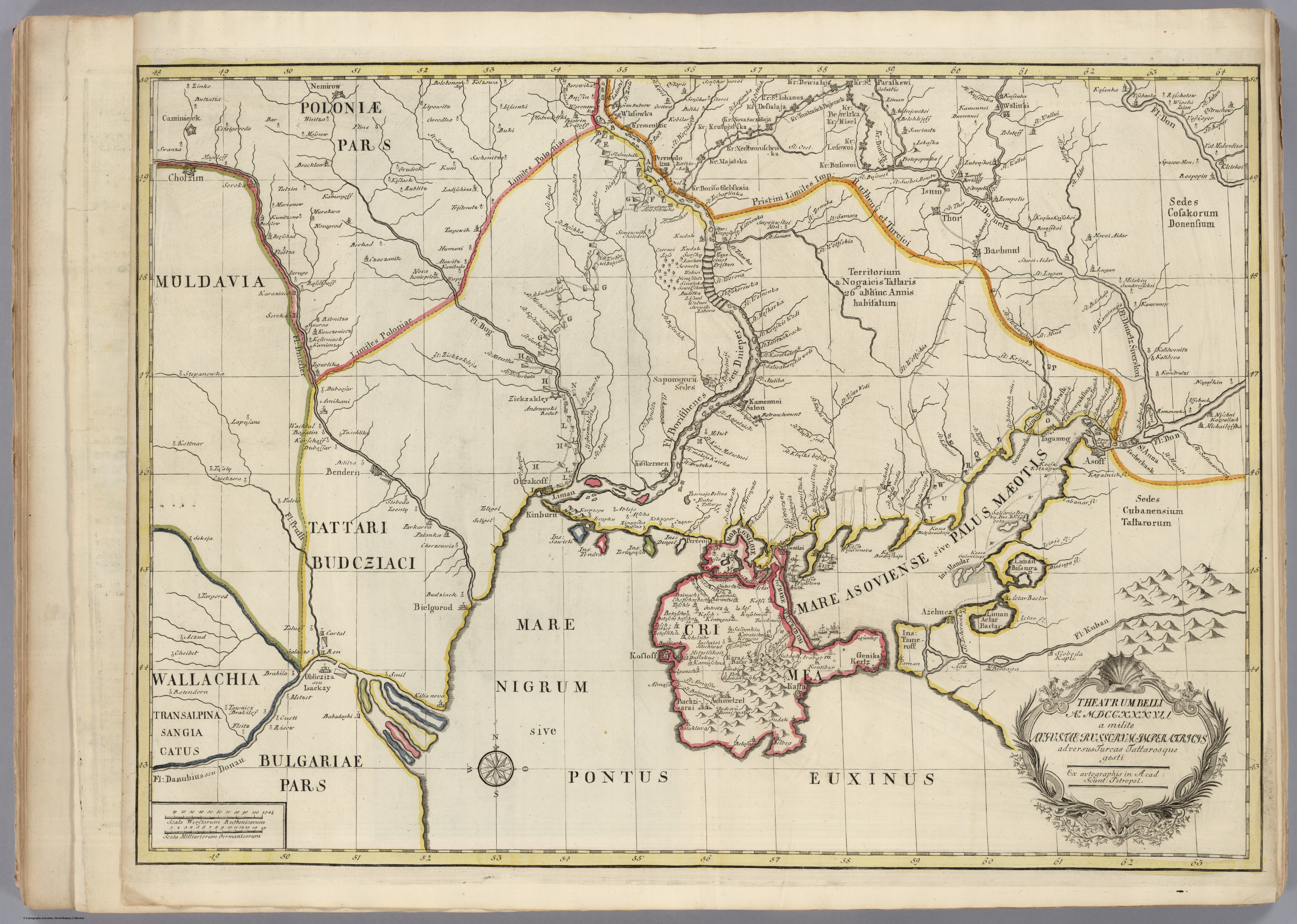
Ингулец на карте ТВД, в 1737 году, маршруты походов русских войск к Очакову и Карасубазару, многие притоки отсутствуют.

Гидроним тюркского происхождения. Возможно, связано с тур. äŋgül
1) «тихий, ленивый»;
2) также название реки.
Вместе с тем можно поставить вопрос о сложении с тур. göl «озеро», сравни Тилигул. В этом случае первая часть могла содержать или тур., чагат., уйг., казах., крым.-тат., кыпч. in «пещера» или тур., уйг. än «широкий», тат., башк. in, казах. en.

## Физико-географическая характеристика

### Течение
Длина реки 549 километров. Исток реки находится у деревни Богдановка, в другом источнике указано его нахождение в заболоченной балке возле села Топило Кропивницкого района Кировоградской области на высоте около 175 метров. И есть сведенья что истоки реки, формирующие Ингулец, указаны в районе посёлка Гайдамацкое Кировоградской области, и назывались Ингульцы (Інгульцы, Ingulce). Течёт по Приднепровской возвышенности по территории Кировоградской и Днепропетровской областей Украины. В нижнем течении протекает по Причерноморской низменности в пределах Николаевской и Херсонской областей Украины. Ниже села Никольское (Херсонский район Херсонской области) Ингулец образует лиман шириной до 1 км и впадает в Днепр несколькими рукавами в 45 км от устья последнего, возле села Садовое. Посреди устья находится остров Сомов. От устья Ингульца до Херсона 20 км по руслу Днепра.

За Понятовкой, обрывистым и каменистым оврагом, врезывается в Днепр река Ингулец, древний Герос, о котором спорили наши учёные при объяснении Геродота. Любопытных отсылаем к 1-му тому Записок Одесского общества древностей, где в статье Н. Надеждина заключается много интересных сведений. … Но возвратимся к Ингульцу. Речка эта при своем устье довольно глубока и быстра. На ней повыше, на почтовой дороге, устроен плавной мост, а в половодье ходят паромы. Ингулец слева окаймлен каменистым берегом или, лучше сказать, над ним идут сплошным рядом скалы. По правому берегу камней не так много. Разливается он довольно широко и образует свои плавни, изобилует камышом, необходимым для топлива. За переправой на Ингульце взор путешественника приятно поражает, деревня помещика Комстадиуса, в особенности богатым и превосходно содержанным садом, который начинается за каменной плотиной.— А. Афанасьев-Чужбинский, Поездка по Низовьям Днепра (в 1858–1860), Поездка в Южную Россию. Часть I. Очерки Днепра. — СПб., 1863 год.
Высота устья над уровнем моря −0,1 м. Падение реки составляет 175 м, уклон реки — 0,32 м/км (в верхнем течении до 1,2 м/км). Скорость течения реки на плёсах незначительна, на перекатах 0,2—0,5 м/с (0,72—1,8 км/ч).

### Бассейн
Верхнее течение Ингульца представляет собой ряд озёрообразных или болотистых плёсов, соединяющихся между собой лишь во время весенних паводков или после сильных ливней. До Александрии река течёт узкой лентой, берега которой поросли тростником. Левый берег местами скалистый. В районе Кривого Рога ширина реки около 40 м, глубина до 1,7 м. Сооружённое в Кривом Роге водохранилище образовано на месте выхода гранитных обнажений и порогов Ингульца.
В среднем течении река течёт в скалистых берегах, имеется много перекатов, порожистых участков (техногенного характера) — являющих собой разрушенные плотины и автомобильные мосты.
Ниже Кривого Рога Ингулец размывает осадочные породы.
Русло в верхнем течении спрямлённое, в среднем и нижнем очень извилистое, но не разветвлённое. Характерны петли длиной 5—7 км, практически возвращающиеся в исходную точку. От истока до устья Ингулец образует 55 меандр. В дальнейшем ширина реки увеличивается незначительно, достигая к Снигирёвке 100 м, а в устье — 120 м. Глубина на плёсах может достигать 5 м. Дно песчаное.

### Режим
Замерзает в декабре, вскрывается — в марте. Питание реки преимущественно снеговое. Средний расход воды возле села Могилёвка 8,5 м³/с. Площадь бассейна реки 13 700 км². Долина реки в верхнем течении трапециевидная шириной до 1 км, на отдельных участках образует неглубокие каньоны. В среднем течении преимущественно V-образная, склоны долин высотой 25—35 м крутые, местами пологие, рассечены балками и оврагами. Пойма реки 60—120 м. В нижнем течении долина террасована (3—4 чётко выраженные террасы), шириной до 5 км, заплавы шириной до 1,5 км. Встречаются заболоченные участки, солончаки.
В районе села Лозоватка река Ингулец имеет широкое русло, но вдоль по течению, ближе к селу Марьяновка (Криворожский район) русло сужается. В самом городе Кривой Рог река Ингулец очень узкая — в виде канала.

### Притоки
От истока к устью (л — левый, п — правый): балка Уховская (п), балка Тырычина (п), Серебрянка (л), балка Медянка (л), Берёзовка (л), Березовец (л), Каменка (л), Вовнянка (л), Бешка (п), Большая Верблюжка (п), Большая Водяная (п), Березнеговая (л), Зелёная (л), Жёлтая (л), Боковая (п), Саксагань (л), Большая Грушеватая (л), Большая Кобыльная (л), Большая Найденова (п), Висунь, ранее Висун (п).

## Хозяйственное использование
Кабинет министров Украины разрешил сброс высокоминерализованных шахтных вод, хозяйственных и фекальных стоков в воды Малого Ингула, в период с 1 ноября 2010 года до 1 марта 2011 года. Сброс промышленных (хозяйственных) вод был разрешён: ОАО «Криворожский железорудный комбинат», ОАО «АрселорМиттал Кривой Рог», ОАО «Сухая Балка», ОАО «Центральный горно-обогатительный комбинат», ОАО «Северный горно-обогатительный комбинат» и другим. До этого, в 2009 году, указанные выше общества сбросили в Малый Ингул 12 815 000 м³ отработанных промышленных вод.

### Гидросооружения
На реке существует каскад Ингулецких водохранилищ, который включает в себя Войновское, Искровское, Карачуновское водохранилища.
Верхний участок реки зарегулирован плотинами Карачуновского (3600 га) и Искровского водохранилищ. Кроме того, имеется плотина ГЭС в пгт Великая Александровка, а также плотины возле сёл Могилёвка, Заградовка и Малая Александровка. Насыпные дамбы в бывшем Ингульце, Белоусовке, Малой Александровке, Запорожье. Гидрологические посты (с 1925 года) возле Александрии, Кривого Рога, Могилёвки.

### Населённые пункты
Вниз по течению: Александрия, Петрово, Искровка, Недайвода, Лозоватка, Кривой Рог, Широкое, Ингулец (Кривой Рог), Шестерня, Николаевка (нежил.), Великая Александровка, Калининское, Снигирёвка, Ингулец (Херсонский район), Дарьевка, Никольское, Садовое.

### Судоходство
Река судоходна на расстоянии 109 км (на 146 верстах) от устья (до пгт Калининское). Вода используется для орошения и водоснабжения. Для решения водных проблем Николаевской и Херсонской областей, в 1958 году сооружена Ингулецкая оросительно-обводнительная система. В связи с загрязнением речных вод промышленными стоками, для водоснабжения Кривбасса построен канал Днепр — Ингулец, берущий своё начало в районе Светловодска.

## Достопримечательности

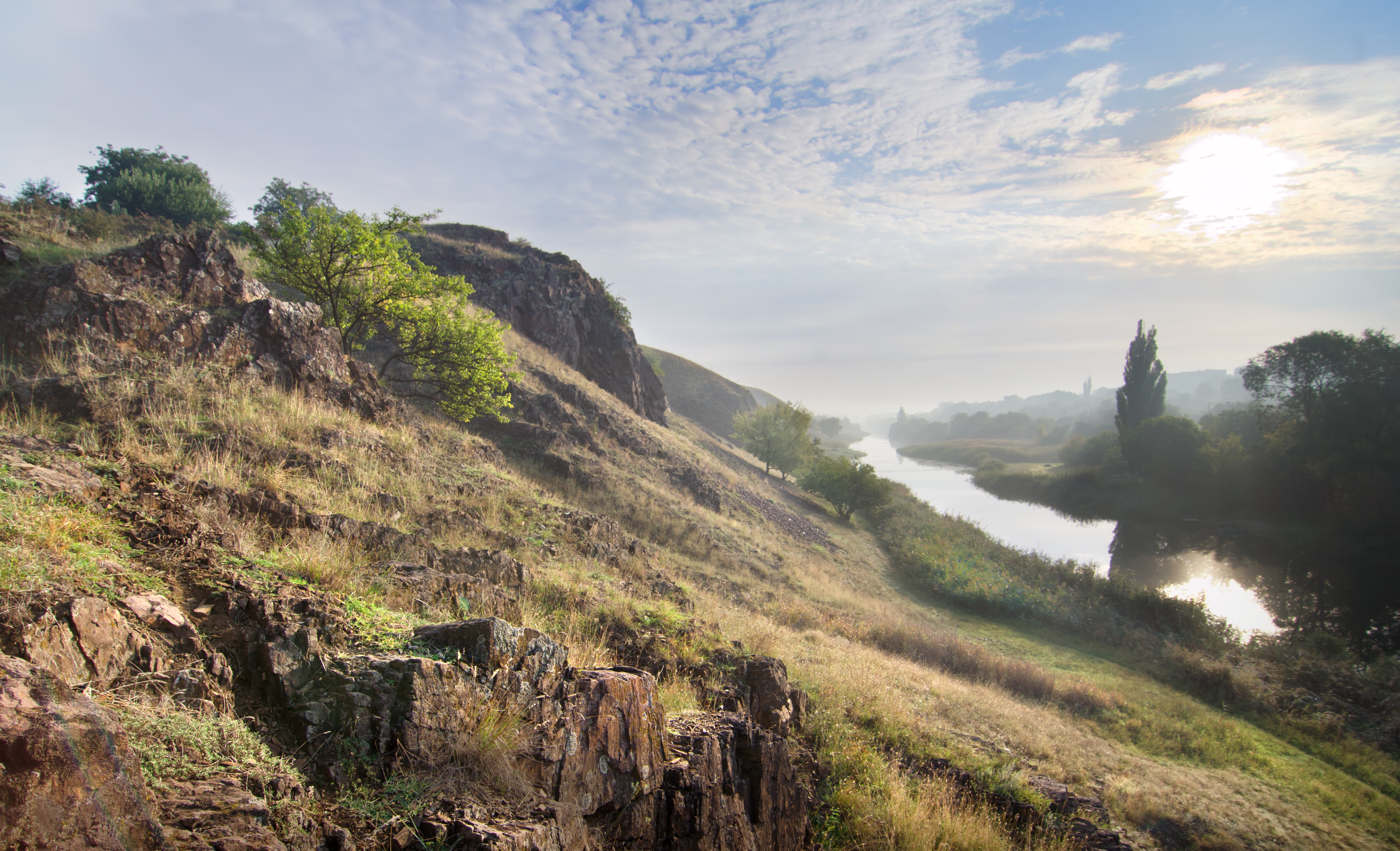
Геологический памятник природы Скалы МОПРа, справа Ингулец

В верхнем течении много памятников природы: в Богдановском лесничестве расположены истоки реки, болото «Чёрный лес», Чернолесский заказник. Ниже по течению ландшафтный парк «Большая и малая скалы». В селе Петрово заповедные урочища «Бабенковское» и «Питомник», заказники «Власовская балка» и Петровский. Далее по течению расположен ландшафтный заказник «Ингулецкая степь». В районе Кривого Рога множественные геологические памятники природы — выходы магматитов, сланцев, амфиболитов, аркозовых песчаников образуют местами живописные скалы. Здесь же расположен геологический памятник природы республиканского значения «Скалы МОПРа», ранее в УССР «Южнорусский тектонический щит Русской платформы». Ниже Кривого Рога расположен ландшафтный заказник (техногенный парк) «Визирка».
В среднем и нижнем течении реки природных достопримечательностей меньше. Среди прочих выделяются немногочисленные леса Архангельский, Новодмитровский, «Недогорский», «Летучие пески» расположенные в Бериславском районе Херсонской области, а также расположенный ниже по течению ландшафтный заказник «Белая Криница». Урочища преимущественно хвойные. В Снигирёвке находится источник минеральной воды — гидрологический памятник природы. Возле села Елизаветовка расположен одноимённый ботанический заказник. В нижнем течении ещё один ботанический памятник природы — «Фёдоровская пещера» и Никольское поселение змей. Ингулецкий лиман также является ботаническим заказником.

## Фауна
В реке встречаются тюлька, краснопёрка, плотва, уклея, елец, голавль, карась, карп, окунь, тарань, рыбец, чехонь, жерех, сазан, судак, щука, лещ, толстолоб, сом. Видовой состав уменьшается с удалением от его устья Ингульца вверх по течению. Распространено любительское рыболовство. В связи с большой загрязнённостью вод промышленными стоками криворожских горно-обогатительных комбинатов, единичные рекреационные зоны отдыха находятся в запустении.